# Southall
Southall is een wijk in het Londense bestuurlijke gebied Ealing, in de regio Groot-Londen. Het wordt ook wel "Little India" genoemd i.v.m de 55% Indiaas-Pakistaanse etnische bevolking.
In de wijk staat de grootste gurdwara in Europa.

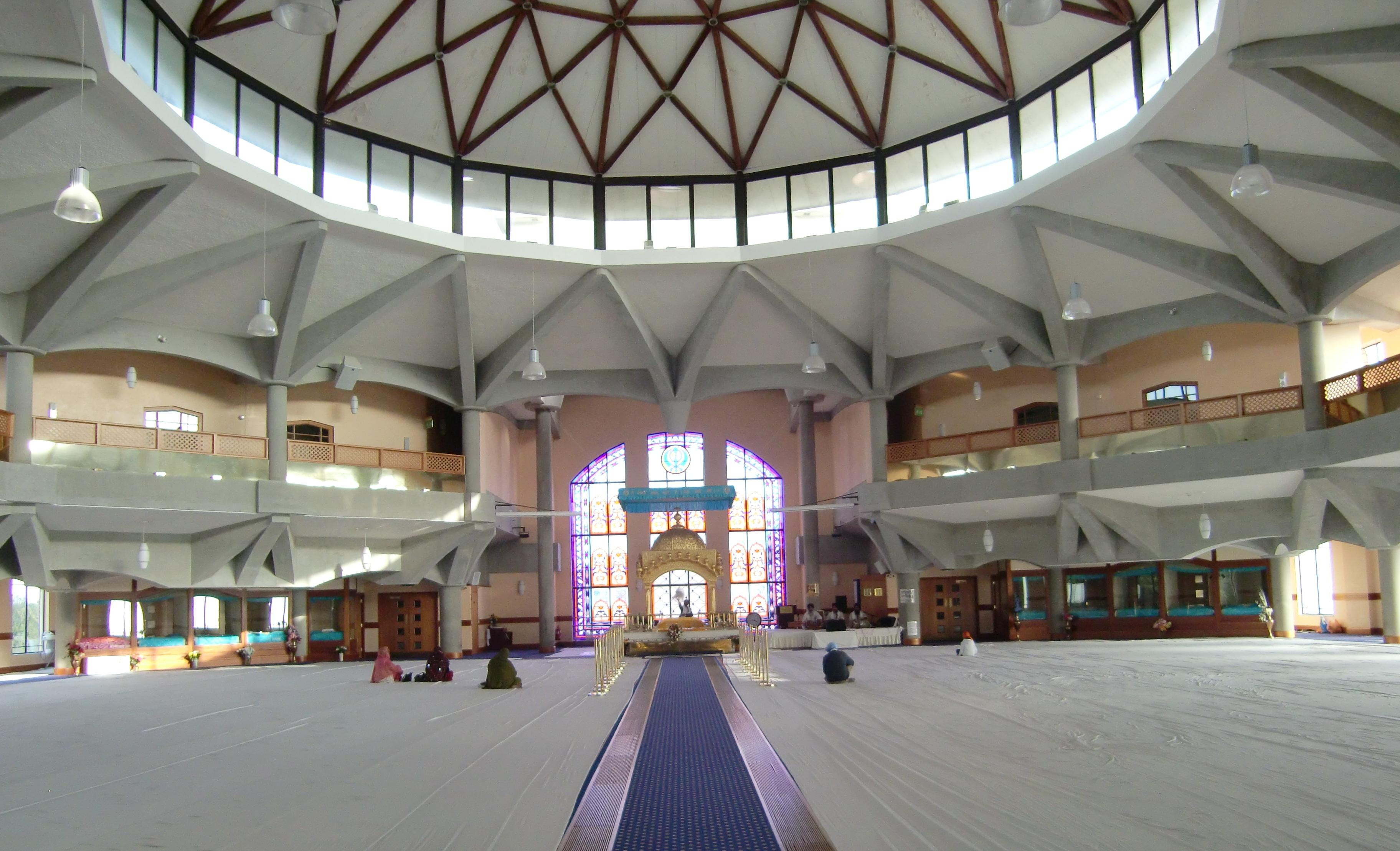
De Gurdwara in Southall van binnen

## Geboren in Southall
- Cleo Laine (1927-2025), (jazz)zangeres en actrice
- Top Topham (1947-2023), rock- en bluesgitarist